# Brachythecium ramicola
Brachythecium ramicola är en bladmossart som beskrevs av Brotherus 1910. Brachythecium ramicola ingår i släktet gräsmossor, och familjen Brachytheciaceae. Inga underarter finns listade i Catalogue of Life.